# 지카마쓰 몬자에몬
지카마쓰 몬자에몬(일본어: 近松 門左衛門, 조오 2년 (1653년) ~ 교호 9년 11월 22일 (1725년 1월 6일))은 일본의 닌교조루리, 가부키 극작가이다. 본명은 스기모리 노부모리(일본어: 杉森 信盛)이다.
《브리테니커 백과사전》에서는 지카마쓰를 "가장 위대한 일본의 극작가로 평가되고 있다"고 기술하고 있다. 지카마쓰의 가장 유명한 작품들은 연인의 동반 자살을 다루고 있다.

## 주요 작품

### 닌교조루리
- 요쓰기 소가(世継曾我)
- 슛세 가게키요(出世景清)
- 소네자키 신주(일본어판)(曾根崎心中)
- 담바 요사쿠 마치요노 고무로부시(丹波与作待夜のこむろぶし)
- 메이도노 히캬쿠(冥途の飛脚)
- 고쿠센야 갓센(国姓爺合戦)
- 네비키노 가도마쓰(寿の門松)
- 신주 덴노 아미지마(心中天網島)
- 온나고로시 아부라노 지고쿠(女殺油地獄)

### 가부키
- 게세 호토케노 하라(けいせい仏の原)

## 같이 보기
- 일본 문학